# Sonic.art Saxophonquartett
Das Sonic.art Saxophonquartett ist eine Instrumentalgruppe auf dem Gebiet der neuen Musik.

## Besetzung
- Ruth Velten – Sopransaxophon (2005–2016)
- Alexander Doroshkevich – Altsaxophon (2005–2016, 2005 Anne Herrnkind)
- Adrian Tully – Tenorsaxophon (2012–2016, 2005 bis 2012 Martin Posegga)
- Annegret Tully – Baritonsaxophon (2005–2016)

## Geschichte
Das sonic.art Saxophonquartett war ein Kammermusikensemble. 2005 wurde es von Ruth Velten, Martin Posegga, Anne Herrnkind und Annegret Schmiedl gegründet. Im Oktober 2005 kam Alexander Doroshkevich an die Altsaxophonposition. In der Besetzung Ruth Velten (Sopransaxophon), Alexander Doroshkevich (Altsaxophon), Martin Posegga (Tenorsaxophon) und Annegret Schmiedl (Baritonsaxophon) machte  sich das Ensemble durch hoch dotierte Preise und Auszeichnungen bei nationalen und internationalen Wettbewerben einen Namen. So wurde es unter anderem mit dem 1. Preis und dem Grand Prix des Internationalen Kammermusikwettbewerbs für Zeitgenössische Musik in Krakau ausgezeichnet, mit dem Preis des Deutschen Musikwettbewerbs. 2012 kam Adrian Tully für Martin Posegga in das Ensemble auf die Tenorsaxophonposition.

## Auszeichnungen

### 2009
- 2. Preis beim 3. Europäischen Kammermusikwettbewerb Karlsruhe[1]
- 2. Preis beim G. Bergamo Classic Music Award
- Stipendium der Deutschen Stiftung Musikleben
- Stipendium der Gotthard-Schierse-Stiftung Berlin

### 2008
- Preis des Deutschen Musikwettbewerbs
- Stipendium der Deutschen Stiftung Musikleben
- 1. Preis beim 18ten Internationalen Kammermusikwettbewerb Thessaloniki/Griechenland

### 2007
- 1. Preis und Grand Prix beim 11. Internationalen Musikwettbewerb für zeitgenössische Musik Krakau/Polen (ehem. Penderecki Wettbewerb)
- 1. Preis beim Internationalen Kammermusikwettbewerb Atri/Italien

## Diskografie
Im Jahr 2010 spielte das Quartett sein Debütalbum ein.
| Titel                      | Jahr | Label  |
| -------------------------- | ---- | ------ |
| sonic.art Saxophonquartett | 2010 | GENUIN |

| Titel                                      | Jahr | Label  |
| ------------------------------------------ | ---- | ------ |
| sonic.art Saxophonquartett – Minimal Music | 2011 | GENUIN |

| Titel                                       | Jahr | Label  |
| ------------------------------------------- | ---- | ------ |
| sonic.art Saxophonquartett – Transformation | 2016 | GENUIN |